# Jesús More
Jesús More – meksykański aktor telewizyjny.

## Filmografia

### telenowele
- 2007: Co mam teraz zrobić? (¿Y ahora qué hago?) jako dyrektor
- 2008–2009: Nie igraj z aniołem (Cuidado con el ángel) jako Vicente
- 2009: Kameleony (Camaleones) jako Enrique Garcia Rivero
- 2010: Kiedy się zakocham... (Cuando me enamoro) jako Diego